# Автошлях E607
Європейський шлях Е 607 — європейська дорога класу B у Франції, що з'єднує міста Дігуен і Шалон-сюр-Сон.

## Маршрут
- Франція
  - Дігуен
  - Шалон-сюр-Сон